# Knipkenbach
Der Knipkenbach, früher auch Knippenbach, ist ein 4,3 km langer, orographisch linker Nebenfluss der Werre im Kreis Lippe des deutschen Bundeslandes Nordrhein-Westfalen.

## Verlauf
Der Knipkenbach entspringt in Bad Salzuflen-Lockhausen, fließt in östliche Richtung durch den ebenfalls zu Bad Salzuflen gehörenden Ortsteil Biemsen-Ahmsen und mündet beim Ortsteil Werl, westlich der Werler Straße und nördlich der Bundesstraße 239 linksseitig bei Kilometer 29,1 in die Werre.

## Geschichte
„Schötmar. Der Bau einer massiven Brücke über den sog. Knippenbach bei Werl, veranschlagt zu 360 Rthl. ohne Stahlrost, soll zum Mindest=Gebot ausgesetzt werden, und ist dazu Termin auf Donnerstag den 27. d. M. Morgens 10 Uhr in meinem Arbeitszimmer angesetzt. Anschlag und Bedingungen können vorher bei mir eingesehen und gegen die Gebühren abschriftlich mitgetheilt werden.  /  Schötmar den 18. Januar 1870.  /  Der Amtsrendant  /  L. Weßel.“

## Landschaftsschutzgebiet
Das Bachtal des Knipkenbaches ist als 40,5 Hektar großes Landschaftsschutzgebiet Knipkenbach ausgewiesen.